# Duomo di Sant'Agata (Alì)
Il duomo di Sant'Agata è la chiesa principale di Alì, comune italiano della città metropolitana di Messina, in Sicilia.
La chiesa presenta uno stile tardo rinascimentale, ormai manierismo.
È l'edificio religioso più interessante presente nel paese ed è tra i più grandi dell'intera arcidiocesi di Messina; è stato edificato con pietra proveniente da cave locali. La facciata, che domina l'abitato, presenta tre porte di ingresso ed una finestra in asse col portale principale, che ha, ai lati, due colonne con capitelli di stile dorico. Poco più su della finestra, vi è uno scudo scolpito sulla stessa pietra sul quale si può leggere: “AGATHAE SUB ALIS, ALI' NULLA TIMEBIT” (Sotto la protezione di Agata, Alì nulla avrà da temere). Sul portale centrale, si può osservare una nicchia, oggi vuota, che conteneva una statua della patrona, caduta a seguito del terremoto del 1783.
Non abbiamo fonti che diano notizie certe circa la progettazione e la realizzazione del monumento. Pietro Carrera, scrittore catanese della prima metà del 1600, ritiene che la chiesa venne iniziata poco prima del 1582 e riferisce alcuni miracoli verificatisi durante la costruzione di quella che tutti volevano un “sontuosissimo edificio”.
In base ad antichi documenti archivistici, nel 1598, la chiesa non era stata ancora ultimata e si iniziò ad amministrare qui il sacramento del battesimo solo nel 1608; se ne desume che solo all'inizio del XVII secolo fu aperta al culto, dopo parecchi anni di lavoro. Alla costruzione della chiesa partecipò tutta la popolazione, con donazioni, lasciti ed anche giornate lavorative.
Pur essendo sconosciuto l'autore del progetto, sembrerebbe opportuno rintracciarlo tra i seguaci dell'architetto toscano Andrea Calamech. Il vasto interno della chiesa è a tre navate con pianta a croce latina, transetto, tre absidi, cupola alta 29 metri e 16 colonne su cui poggiano archi a tutto sesto. L'altare maggiore (che ricorda quello, ormai scomparso, della cattedrale di Messina, distrutto a seguito dei bombardamenti bellici del 1943) si erge su una predella decorata a motivi stellari, presenta una ricchezza decorativa in marmi commessi soprattutto nelle fiancate e nel paliotto, al centro del quale è situato un bassorilievo di sant'Agata. Davanti all'altare una balaustra del '700, sempre in marmi commessi, chiude tutta la zona presbiteriale.
Di rilevante valore artistico il patrimonio custodito all'interno della chiesa: la cappella del Santissimo Sacramento, a destra dell'altare maggiore, con l'interessante tabernacolo ligneo dorato nel 1621 da Aniello de Matteis; la statua di san Sebastiano, opera considerata fra le più importanti della provincia di Messina, risale al XVI secolo ed è attribuita a Rinaldo Bonanno.
Il coro ligneo realizzato all'inizio del XVIII secolo da Alessandro Controsceri, Santi Siracusa e Alberto Orlando che si trova nella curvatura dell'abside centrale è stato definito “un gioiello dentro il gioiello”, essendo di eccezionale valore artistico, è in legno di noce ed è stato scolpito interamente a mano. Raffigura, in 25 quadri, il martirio di sant'Agata. Fra uno scranno e l'altro si alternano telamoni che sorreggono archi a tutto sesto. Il coro è costituito da 25 stalli divisi in due ordini: in quelli superiori sedevano i sacerdoti dignitari e i titolati, mentre in quelli sottostanti, intervallate da braccioli sorretti da “cariatidi”, i sacerdoti secondari e i chierici.
Artisti come Antonio Catalano il Vecchio, Antonino Catalano il Giovane, Gaspare Camarda, Letterio Subba, Michele Panebianco e Gerobino Pilli qualificano le numerose tele presenti tutte di scuola messinese, come la Madonna con il Bambino e San Giovanni Battista fra i ss. Filippo e Giacomo, del 1602 firmata da Antonio Catalano l'Antico, la Pentecoste di Gaspare Camarda del 1610, La Madonna in gloria fra i santi protettori di Alì del 1832 di Letterio Subba.
Dal 2006 è visitabile pure un museo parrocchiale, contenente i più preziosi oggetti di culto e devozione, opere dei grandi maestri argentieri messinesi, tra queste spicca la Manta d'argento del XVIII sec. che copriva il quadro della Madonna del Rosario, del ‘500. Di notevole fattura, l'Ostensorio a raggiera di Gaetano Martinez, risalente al 1739 è in argento sbalzato con parti in fusione. Nel Duomo si trova una reliquia di sant'Agata, custodita dentro un braccio d'argento finemente cesellato.